# さいたま市立大東小学校
さいたま市立大東小学校（さいたましりつ だいとうしょうがっこう）は、埼玉県さいたま市浦和区にある公立小学校。

## 沿革
- 1969年（昭和44年）4月1日 - 浦和市立大東小学校として開校。
- 1973年（昭和48年）3月22日 - 北校舎普通教室4階、8教室が竣工する。
- 2001年（平成13年）5月1日 - さいたま市誕生により、さいたま市立大東小学校に改称。
- 2014年（平成26年）3月31日 - 太陽光発電装置・蓄電池設置工事完了。

## 交通
- JR浦和駅北浦和駅から徒歩28分。

## 主な出身者
- 中川寛斗（サッカー選手：大分トリニータ）
- 間橋香織（元バレーボール選手）
- 鈴木彩艶（サッカー選手： パルマ・カルチョ1913、日本代表）